# Поцелуй бабочки
«Поцелуй бабочки» — российский художественный фильм 2006 года.

## Сюжет
В безмятежную жизнь молодого преуспевающего компьютерного гения Николая Орланова внезапно вторгается загадочная китаянка Ли. Совершенно не помня, кто она такая и как попала к нему в постель, он вскоре понимает, что попался на удочку своих чувств. Связь с девушкой не только переворачивает всю его жизнь, но и ставит её под угрозу. Криминальные заказчики, китайская мафия, разгневанное начальство и любовь…

## В ролях
| Актёр               | Роль                          |
| ------------------- | ----------------------------- |
| Сергей Безруков     | Орланов                       |
| Лань Янь            | Ли                            |
| Леонид Громов       | «Маршал»                      |
| Константин Воробьёв | Горшенин                      |
| Андрей Астраханцев  | Лаврик                        |
| Анна Дубровская     | Анжела                        |
| Георгий Пицхелаури  | Алекс (озвучивает Артур Ваха) |
| Константин Шелестун | Бобка                         |
| Сергей Шеховцов     | Кравцов                       |
| Хельга Филиппова    | Аня                           |
| Лаура Пицхелаури    | Лже-Ли                        |

## Съёмочная группа
- Продюсеры: Дмитрий Месхиев, Валерий Тодоровский
- Авторы сценария: Аркадий Тигай
- Режиссёр: Антон Сиверс
- Оператор-постановщик: Юрий Шайгарданов
- Композитор: Святослав Курашов
- Художник-постановщик: Жанна Пахомова
- Художник-гример: Елена Костенич
- Звукорежиссёр: Константин Зарин
- Режиссёр 2-й группы, постановщик трюков: Сергей Головкин
- Каскадеры: Александр Баранов, Александр Соловьев, Валерий Рыбин, Дмитрий Кизилов, Александр Пангаев, Николай Павлов, Олег Корытин, Наталья Дариева.

## Интересные факты
- Первоначальное название фильма — «Китаёза».
- Сценарий написан по повести Аркадия Тигая — «Китаёза».
- Для выбора актрисы на главную женскую роль режиссёр А.Сиверс выезжал в Китай.
- Для съёмок актер Сергей Безруков специально учился управлять мощным катером.
- В фильме звучит песня «Нежность без причин» группы ДДТ. Также на песню снят клип на основе кадров из фильма.